# Ханок Едуард Семенович
Едуард Семенович Ханок (біл. Эдуард Сямёнавіч Ханок; нар. 1940) — радянський, білоруський і російський музикант і композитор. Заслужений діяч культури Білоруської РСР (1982). Народний артист Республіки Білорусь (1996) (1996). Заслужений діяч культури Автономної Республіки Крим (2001).

## Біографія
Народився 18 квітня 1940 року в Казахстані в родині військового. У дитинстві переїхав до міста Брест, де закінчив середню школу. В 1962 році закінчив Мінське державне музичне училище ім. М. І. Глінки, в 1969 році закінчив Московську консерваторію ім. Чайковського, навчаючись в якій написав свою першу пісню. Член Спілки композиторів СРСР з 1973 р.

## Творчість
Працює в різних жанрах — вокально-симфонічному, камерно-інструментальному, камерно-вокальному, але найбільш — в пісенному. З його творів формувалися репертуари ансамблів «Вераси», «Сябри» і «Пісняри». Його пісні є і у репертуарі Алли Пугачової.
Є автором популярних пісень: біл. «Вы шуміце, бярозы», рос. «То ли ещё будет» («Песенка первоклассника»), рос. «Малиновка», рос. «Ты возьми меня с собой» («Песенка про журавлика»), рос. «Я у бабушки живу», біл. «Завіруха» та інш.

## Різне
Живе у Раменському.
Має двох доньок — Руслану (старшу), Світлану (меншу) і сина Олексія. Дружина — Евлалія Іванівна Ханок.